# Мтварелишвили, Леван Васильевич
Леван Васильевич Мтварелишвили (1907 год, село Вазисубани, Сигнахский уезд, Тифлисская губерния, Российская империя — неизвестно, село Вазисубани, Гурджаанский район, Грузинская ССР) — звеньевой колхоза села Вазисубани Гурджаанского района, Грузинская ССР. Герой Социалистического Труда (1966).

## Биография
Родился в 1907 году в крестьянской семье в селе Вазисубани Сигнахского уезда. После окончания местной школы трудился в сельском хозяйстве. С 1931 года — член ВКП(б). В июне 1941 года призван в Красную Армию по мобилизации. Воевал с января 1943 года наводчиком орудия в составе 7-й батареи 528-го пушечного Артиллерийского Львовского Краснознамённого ордена Александра Невского и Богдана Хмельницкого полка. После демобилизации возвратился в родное село, где трудился на виноградниках местного колхоза села Вазисубани Гурджаанского района. В последующем возглавлял звено виноградарей.
Звено под его руководством досрочно выполнило коллективное социалистическое обязательство и плановые задания Семилетки (1959—1965) по виноградарству. Указом Президиума Верховного Совета СССР от 2 апреля 1966 года удостоен звания Героя Социалистического Труда за «достигнутые успехи в развитии сельского хозяйства, промышленности и науки Грузинской ССР» с вручением ордена Ленина и золотой медали «Серп и Молот» (№ 10860).
После выхода на пенсию проживал в родном селе Вазисубани. С 1968 года — персональный пенсионер союзного значения. Дата смерти не установлена (после 1985 года).
Награды
- Герой Социалистического Труда
- Орден Ленина
- Орден Красной Звезды (08.05.1945)
- Орден Отечественной войны 2 степени (11.03.1985)